# Sloboda-Ialtușkivska, Bar
Sloboda-Ialtușkivska (în ucraineană Слобода-Ялтушківська) este un sat în comuna Ialtușkiv din raionul Bar, regiunea Vinnița, Ucraina.

## Demografie
Componența lingvistică a localității Sloboda-Ialtușkivska
     Ucraineană (98,73%)
     Rusă (1,16%)
     Alte limbi (0,12%)
Conform recensământului din 2001, majoritatea populației localității Sloboda-Ialtușkivska era vorbitoare de ucraineană (98,73%), existând în minoritate și vorbitori de rusă (1,16%).